# Heliocausta
Heliocausta är ett släkte av fjärilar. Heliocausta ingår i familjen praktmalar, Oecophoridae.

## Dottertaxa tillHeliocausta, i alfabetisk ordning[1]
- Heliocausta acmaea
- Heliocausta acosmeta
- Heliocausta arrhodea
- Heliocausta atoecha
- Heliocausta charodes
- Heliocausta coenosa
- Heliocausta complanula
- Heliocausta crocoxantha
- Heliocausta crypsichroa
- Heliocausta demotica
- Heliocausta elaeodes
- Heliocausta endoleuca
- Heliocausta epidesma
- Heliocausta episarca
- Heliocausta eudoxa
- Heliocausta eugramma
- Heliocausta euselma
- Heliocausta euspilomela
- Heliocausta floridula
- Heliocausta gypsopyga
- Heliocausta habrocosma
- Heliocausta hemiscia
- Heliocausta hemiteles
- Heliocausta holoclera
- Heliocausta idiosema
- Heliocausta incarnatella
- Heliocausta inceptella
- Heliocausta inclusella
- Heliocausta insana
- Heliocausta iospila
- Heliocausta iozona
- Heliocausta melichroa
- Heliocausta mellichroa
- Heliocausta metallota
- Heliocausta mimica
- Heliocausta ocellifera
- Heliocausta paralyrgis
- Heliocausta parthenopa
- Heliocausta pelosticta
- Heliocausta pericosma
- Heliocausta phanozona
- Heliocausta phylacopis
- Heliocausta phylarcha
- Heliocausta plausibilis
- Heliocausta poliarcha
- Heliocausta protoxantha
- Heliocausta rhizobola
- Heliocausta rhodopleura
- Heliocausta rhodoxantha
- Heliocausta rufogrisea
- Heliocausta sarcodes
- Heliocausta sarcophaea
- Heliocausta sarcophanes
- Heliocausta sarcoptera
- Heliocausta semiruptella
- Heliocausta severa
- Heliocausta simplex
- Heliocausta spatiosa
- Heliocausta triphaenatella
- Heliocausta unguentaria
- Heliocausta xanthisma